# Carmelo Patanè
Carmelo Patanè (Giarre, 26 settembre 1869 – Catania, 3 aprile 1952) è stato un arcivescovo cattolico italiano.

## Biografia
Nacque il 26 settembre 1869 a Giarre, nella diocesi di Acireale.
Fu ordinato presbitero il 16 aprile 1892.
L'11 gennaio 1918 papa Benedetto XV lo nominò arcivescovo metropolita di Otranto. Ricevette l'ordinazione episcopale il successivo 17 febbraio da Giovanni Battista Arista, vescovo di Acireale, essendo co-consacranti Salvatore Bella, vescovo di Foggia, e Giovanni Pulvirenti, vescovo di Anglona-Tursi.
Il 7 luglio 1930 papa Pio XI lo trasferì alla sede di Catania.
Morì il 3 aprile 1952 a Catania. È sepolto nella cattedrale della stessa città.

## Genealogia episcopale e successione apostolica
La genealogia episcopale è:
- Cardinale Scipione Rebiba
- Cardinale Giulio Antonio Santori
- Cardinale Girolamo Bernerio, O.P.
- Arcivescovo Galeazzo Sanvitale
- Cardinale Ludovico Ludovisi
- Cardinale Luigi Caetani
- Cardinale Ulderico Carpegna
- Cardinale Paluzzo Paluzzi Altieri degli Albertoni
- Papa Benedetto XIII
- Papa Benedetto XIV
- Papa Clemente XIII
- Cardinale Enrico Benedetto Stuart
- Papa Leone XII
- Cardinale Chiarissimo Falconieri Mellini
- Cardinale Camillo Di Pietro
- Vescovo Gerlando Maria Genuardi
- Vescovo Giovanni Battista Arista, C.O.
- Arcivescovo Carmelo Patanè

La successione apostolica è:
- Arcivescovo Francesco Petronelli (1929)
- Vescovo Salvatore Russo (1932)